# Brikcí z Vratislavi
Brikcí z Vratislavi, též Brikcí z Wroclawi, latinsky Briccius de Wratislavia byl písař a slezský františkán působící v českém františkánském vikariátě v druhé polovině 15. století. V listopadu 1481 pobýval v kladském konventu. Tehdy zde dokončil psaní malého cestovního misálu (liber viaticus). Malý svazek o výšce jen 16 centimetrů byl určen pro snadné přenášení na cestách a je psán na levnějším papíru typickou františkánskou kvadratickou notací a v duchu františkánské chudoby je jeho výzdoba omezena na jednu malovanou iniciálku na počátku mešního kánonu. Misál snad nejprve přímo používal jeho písař – bratr Brikcí, později skončil v olomoucké františkánské knihovně.